# Georges Speicher

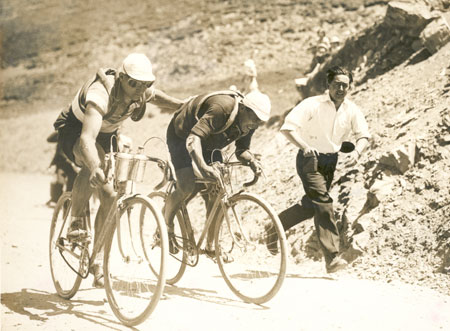
Georges Speicher, ajudando André Leducq, no Tour de France de 1933.

Georges Speicher (8 de junho de 1907, Paris - 24 de janeiro de 1978, Maisons-Laffitte) foi um ciclista francês. Foi o vencedor do Tour de France em 1933.